# Volo TACA 390
Il volo TACA 390 era un volo di linea tra San Salvador e Miami con scali intermedi a Tegucigalpa e San Pedro Sula. Il 30 maggio 2008, l'Airbus A320 che operava il volo uscì di pista, travolgendo abitazioni e veicoli antistanti, dopo essere atterrato all'aeroporto Internazionale Toncontín.

## Aereo ed equipaggio
L'aereo era l'Airbus A320-233 registrato EI-TAF, assemblato nel 2000 ed entrato in servizio nel 2001 con TACA, dove trascorse interamente la sua vita operativa ad eccezione di due leasing a Cubana de Aviación e Martinair rispettivamente nel 2001 e tra il 2007 e il 2008.
L'equipaggio era costituito dai salvadoregni Cesare Edoardo D'Antonio Mena, comandante di 40 anni con 11 899 ore di volo di cui 8 514 su Airbus A320, e Juan Rodolfo Artero Arevalo, primo ufficiale di 26 anni con 1 607 ore di volo di cui 250 su A320. Il resto dell'equipaggio era composto da 4 assistenti di volo.

## L'incidente
L'aereo decollò dall'aeroporto Internazionale di El Salvador alle 09:05 ora locale diretto verso Tegucigalpa; il comandante era il Pilot Flying mentre il primo ufficiale era il Pilot Monitoring. L'aeroporto Internazionale Toncontin è ritenuto uno tra i più pericolosi al mondo a causa delle ridotte dimensioni della pista e della prossimità di rilievi montuosi, che causano raffiche di vento e variazioni meteorologiche repentine, e di aree residenziali.
In fase di avvicinamento, il controllo del traffico aereo di Tegucigalpa ha riportato all'equipaggio vento a 10 nodi (19 km/h) proveniente da 190° e pista bagnata. La configurazione stabilita per l'atterraggio era di flap e slat completamente estesi, aerofreni attivati e autobrake impostato su MED; la pista richiesta per l'atterraggio era la 02. Un primo tentativo di atterraggio venne abortito e l'aereo atterrò intorno alle 09:40 toccando la pista a circa 400 metri di distanza dalla soglia spostata. Subito dopo l'atterraggio, gli spoiler si aprirono normalmente e l'equipaggio attivò l'inversione di spinta; dopo 4 secondi, i piloti azionarono il freno manuale da pedaliera e 10 secondi dopo lo portarono al massimo. L'aereo non riuscì a frenare per tempo e ha superato la fine della pista alla velocità di 54 nodi (100 km/h) e finì per 20 metri in un terrapieno posizionato dietro la pista.
Il peso dell'aereo all'atterraggio era di 63,5 tonnellate, 1 in meno del peso massimo all'atterraggio, e la sua velocità al suolo era di 159 nodi (294 km/h).
Nell'incidente morirono 5 persone, tra cui il comandante D'Antonio Mena e due persone che si trovavano su una strada sottostante il terrapieno.

## Le indagini
Le autorità honduregne hanno delegato le investigazioni alla Autoridad de Aviación Civil di El Salvador. Durante le indagini non vennero rilevate anomalie o avarie al sistema frenante.
Il peso all'atterraggio di 63,5 t era dovuto al fatto che l'aereo avrebbe proseguito verso la successiva destinazione senza rifornirsi di combustibile a Tegucigalpa. Da alcune simulazioni emerse che un atterraggio sulla pista 02 sarebbe stato possibile fino a 66 300 kg in caso di pista secca e vento assente e fino a 59 700 kg con pista bagnata e vento assente. Alle condizioni in cui l'aereo era atterrato, la distanza di atterraggio sarebbe stata di circa 1 800 m contro una distanza disponibile di circa 1 650 m. Inoltre, al momento dell'atterraggio l'aereo aveva vento in coda a 12 nodi (22 km/h) mentre il limite raccomandato per l'aeroporto è di 5 nodi (9,3 km/h).

### Conclusioni
Nel 2017, la testata Aviation Herald ottenne una copia del rapporto finale, che non citava la data alla quale era stato ultimato, nel quale viene stabilito che la probabile causa dell'incidente è stata la decisione di atterrare senza valutare in maniera opportuna le condizioni della pista e dell'aereo.
I fattori che contruibuirono all'incidente sono:
- atterraggio lungo, dovuto probabilmente al forte vento in coda e all'elevata velocità dell'aereo;
- mancato calcolo del peso massimo di atterraggio nelle condizioni nella quale si trovava la pista;
- avvicinamento e circuito dopo il go around non strumentali condotti in condizioni meteorologiche avverse che hanno indotto un alto carico di lavoro nei piloti;
- le procedure fornite dal costruttore non contenevano istruzioni in merito a un touch down oltre la zona stabilita;
- assenza di dispositivi di protezione e presenza di un ripiano alla fine della pista 02;
- inadeguato drenaggio dell'acqua da parte della pista a causa della ridotta rugosità.